# Metopidiothrix nebulosa
Metopidiothrix nebulosa är en mångfotingart som beskrevs av Shear 2002. Metopidiothrix nebulosa ingår i släktet Metopidiothrix och familjen Metopidiotrichidae. Inga underarter finns listade i Catalogue of Life.